# Ophiomyia nigerrima
Ophiomyia nigerrima este o specie de muște din genul Ophiomyia, familia Agromyzidae, descrisă de Spencer în anul 1959.
Este endemică în Kenya. Conform Catalogue of Life specia Ophiomyia nigerrima nu are subspecii cunoscute.